# Angry Birds
Angry Birds (укр. Сердиті птахи) — відеогра-головоломка, створена фінською компанією Rovio Entertainment. Гравець за допомогою рогатки має стріляти птахами по свинях, розставлених на різних конструкціях. З моменту першого релізу для iOS, 10 грудня 2009 року в App Store, було придбано понад 12 млн копій гри.
Згодом вийшли версії гри для інших платформ, включаючи Windows Phone, Microsoft Windows, Mac OS X, Symbian, Android, Maemo 5, MeeGo Harmattan, Bada, WebOS а також ігрові консолі. З 11 травня 2011 року додано версію позначену як для браузера Google Chrome, але яка працює і в інших сучасних браузерах. Станом на 2015 момент гру завантажили понад 100 мільйонів разів тільки у Google Play, що робить її найчастіше скачуваним додатком для мобільних платформ.
Angry Birds отримала низку продовжень і спін-оффів, що, як і оригінальна гра, періодично отримують нові рівні. 21 жовтня 2010 вийшла Angry Birds Halloween (потім її перейменували в Angry Birds Seasons), присвячена святам. Крім ігор-головоломок, в утвореній серії Angry Birds виходили гонки Bad Piggies, рольова гра Angry Birds Epic, гонки Angry Birds Go, головоломка Angry Birds Fight та Angry Birds Transformers.

## Ігровий процес

Скріншот гри

З роликів в грі можна дізнатися, що зелені свині крадуть яйця у птахів з метою приготування яєчні. Розгнівані птиці вирішують їм помститися і повернути яйця назад, нападаючи на них.
В процесі гри свині ховаються в будівлях, що складаються з блоків різних матеріалів: дерева, льоду, бетону, снігу, хмар, піску. Запускаючи птахів з рогатки, гравець має знищити всіх свиней, що є на рівні. Різні птахи по-різному ефективні проти різних матеріалів і кожна має власні можливості. Так, жовтий птах вміє за командою гравця пробивати перешкоди, а чорний вибухає. Рівень вважається пройденим, якщо були знищені всі свині. Вони знищуються як прямим влучанням, так і за допомогою блоків зруйнованих будівель і від падіння з великої висоти. Крім того в грі є золоті яйця, свого роду — пасхалка. Всього їх в грі 27. За кожне знайдене яйце відкривається по одному бонусному рівню. Успіхи гравця оцінюються зірками за кожний рівень. Максимальною оцінкою є три зірки.
Іноді на рівнях зустрічаються предмети, які при знищенні дають додаткові очки, до прикладу, кристали в печерах. З часом, в міру введеннях нових епізодів, додалися й інші, які допомагають у боротьбі зі свинями. Так, у епізоді з лабораторіями існують колби, що, будучи розбитими, збільшують свиней.
Рівень можна автоматично виграти, витративши бляшанку сардин для прикликання Могутнього орла. Проте отримати його можна лише шляхом внесення певної плати реальними грошима. Можливо також отримати низку модифікаторів ігрового процесу, як то приціл або збільшення птахів. Вони купуються чи видаються раз на день.

### Види птахів
| Птах                       | Особливості |
| -------------------------- | --- |
| Ред                        | Круглий червоний птах. Не має особливих умінь, доступний на самому початку гри (з рівня 1-1). Зображається на іконці основних ігор. Якщо натиснути на птаха в польоті, він щебетне без яких-небудь корисних ефектів. У грі Angry Birds Space він отримує «окуляри» і змінений чубчик і хвостик. При натисканні трохи прискорюється, імітуючи ніндзя. |
| Ред з бантиком             | Не зустрічається в жодному з рівнів, з'являється після проходження 15 рівня епізоду «Hogs and Kisses» на картинці. |
| Блюз                       | Маленький блакитний птах. У польоті розпадається на трьох таких самих птахів. Блюзи ефективні проти крижаних блоків і скла, неефективні проти дерева та каменю. У грі Angry Birds Space ці пташки також трохи змінилися в образі — вони отримали маску з крилами. Маска, надіта на птицю, нагадує маску супергероя Флеша. |
| Чак                        | Жовтий птах трикутної форми. Особливе вміння: в польоті прискорюється і летить по прямій у вказаному напрямку. Ефективний для руйнування дерев'яних конструкцій, неефективний проти льоду й каменю. У початкових заставках до епізодів жовті птиці нижчі ростом і виглядають інакше. У Angry Birds Space жовтий птах стає фіолетовим. Особливість фіолетового птаха: при натисканні можна вибрати траєкторію її польоту, по якому він полетить, прискорюючись, як жовтий, ігноруючи навіть зони тяжіння. Має плащ і тонкі прямокутні із закругленими кінцями окуляри, які Rovio назвали «Super Vision» («Супер Зір»). |
| Бомб                       | Великий чорний птах з чубчиком, схожим на ґніт. Використовується як бомба. Завдає істотної шкоди, але перш за все ефективний для руйнування кам'яних конструкцій, неефективний проти дерева та льоду. У грі Angry Birds Space він отримав плащ і має таку ж здатність вибухати, тільки тепер його чубок-ґніт стає таким же, як і птах. В інших іграх серії Angry Birds чубчик завжди чорний |
| Матильда                   | Біла пташка. Здатна скидати яйця, які вибухають при падінні на ціль, але не вибухають при падінні на інших птахів. При цьому відлітає вгору, що можна використовувати для руйнування інших блоків. Доступна з рівня 2-14. У Angry Birds Space відсутній. |
| Матильда з бантиком        | Не зустрічається на жодному з рівнів. Є символом епізоду «Hogs and Kisses», оскільки знаходиться в головному меню поруч із написом Angry Birds Seasons, якщо до цього включити цей епізод. |
| Хел                        | Зелений птах з довгим дзьобом. У польоті поводиться як бумеранг, що дозволяє закидати його у важкодоступні місця. Дуже добре пробиває дерево. Доступний з рівня 6-5, перша поява в клітці — рівень 6-4 (епізод 3 «Danger Above»). Також цей птах був присутній в клітці на рівні 9-5 (епізод 4 «The Big Setup») і став відкритим, і в цьому епізоді теж. У Angry Birds Space відсутній. |
| Теренс                     | Є збільшеною і посиленою версією вже наявної червоної птиці. За сюжетом це старший брат червоного маленького птаха. Якщо натиснути на нього в польоті, щебетне, як і молодший брат, але більш хрипко. Доступний з четвертого епізоду «The Big Setup» (рівень 9-1). У грі Angry Birds Space птах стає зеленим. |
| Бабл                       | Помаранчевий птах, трохи більший за синього птаха. Натисканням на екран або після 2 секунд після падіння роздувається до величезних розмірів і стає більшим, ніж Могутній орел, розкидаючи всі предмети навколо. Ефективний проти будь-якої конструкції. Добре пробиває дерево. Присутній в 6 епізоді Angry Birds Rio, в 7 епізоді Angry Birds і в Seasons 2012 в Angry Birds Seasons. |
| Айс                        | Блакитний квадратний птах. Заморожує все, у що влучає. Також при натисканні або після двох секунд після зіткнення робить невеликий крижаний «вибух», в результаті чого все, що потрапило під нього, заморожується. Винятково ефективний в поєднанні з синіми птахами. Самі Крижані птахи теж відмінно проходять крізь лід. Зустрічається в Angry Birds Space, з рівня 2-4. |
| Могутній орел              | Найбільший персонаж, найсердитіший птах у грі. Він з'явиться, якщо в повній версії гри заплатити 0,99 долара. З його допомогою можна пропустити рівень, але тільки один раз на годину. Щоб його використовувати, треба запустити з рогатки консерви з сардинами, що приманюють цього птаха. Також за кожен рівень дається перо Могутнього орла, якщо знищити повністю всі конструкції на ньому. Присутній у всіх версіях гри на iOS, на Google Chrome і в Angry Birds Fuji TV. У Angry Birds Seasons: Year of the Dragon, перетворюється в дракона, а консерви перетворюються в китайський новорічний символ — золотого коропа. За проходження рівня на 100 % дається рибка. У цьому епізоді доступний безкоштовно і присутній на iOS, Android. |
| Папуги Голубчик і Перлинка | Птахи з мультфільму «Ріо», що з'явилися у версії Angry Birds Rio (версія гри до однойменного мультфільму). За вказівкою летять по горизонтальній прямій і руйнують дерев'яні укріплення мавп. Доступні в грі Angry Birds Rio з епізоду Jungle Escape на рівні 4-15, в сутичці з босом Найджелом. |
| Папуга Голубчик (окремо)   | За сюжетом, після проходження епізоду «Beach Volley» птахи знаходять бульдога, який допомагає їм розпиляти ланцюг, яким скуті Голубчик і Перлинка. Біля клітки або при зіткненні з конструкцією починає махати крилами і розкидати блоки конструкцій. |
| Стелла                     | Рожева пташка. Видуває кулю із жувальної гумки в польоті, якщо будь-який блок зачепить її, то блок може полетіти разом із нею, але на деякій час блоки в кулі луснуть і всі блоки попадають. |

### Види ворогів
| Свиня           | Особливості |
| --------------- | --- |
| Свин            | Звичайні свині, різняться за розміром. Є у всіх рівнях. Як правило, лускаються після першого ж влучання. |
| Свинка          | Зустрічається в Angry Birds Seasons: Hogs and Kisses в бонусному рівні, який з'являється після проходження всіх рівнів на 3 зірки і у відділі інформації про гру.                                                         |
| Шоломник        | Свині в шоломах. Відрізняються підвищеною міцністю — відразу лускаються тільки при прямому влучання птахом або від великої кількості ударів об предмети. Зустрічаються в рівнях в кількості від одного до декількох.      |
| Вусатий барон   | Головний поплічник короля свиней. У рівнях зустрічається в однині — до 3 локації епізоду Ham 'Em High. |
| Король          | Найбільша свиня і найвитриваліша, що є «босом», оскільки присутня в останньому рівні кожного епізоду. У золотом яйці № 13 є чотири таких свині. В епізоді Mighty Hoax з'являється двічі.                                  |
| Свиня-листоноша | Не зустрічається на жодному рівні. Побачити можна тільки в меню паузи «Angry Birds Chrome». |
| Мавпа           | Зустрічається тільки в Angry Birds Rio c рівня 3-1 Jungle Escape. Буває різних розмірів. |
| Найджел         | Зустрічається тільки в Angry Birds Rio на рівні 4-15 Jungle Escape. Пізніше повертається на рівні 12-15 Smugglers 'Plane (останній рівень). У фінальному ролику Angry Birds Rio він позбавляється пір'я і пропадає в Ріо. |
| Мауро           | Король мавп. Присутній в Angry Birds Rio на рівні 8-15 Carnival Upheaval. |
| Товстий свин    | Копія короля свиней. Присутній тільки в Angry Birds Space на рівнях 1-30 Pig Bang і 2-30 Cold Cuts. Він ховається в машинах, за допомогою яких б'ється з птахами. Вразливий проти блоків, Бомба, Великого брата і Айса.   |

### Види блоків
| Блок                                          | Особливості |
| --------------------------------------------- | --- |
| Дерево                                        | Ламається після першого влучання жовтим птахом. В епізоді Angry Birds Seasons «Year of the Dragon» присутні також і червоні блоки, з міцністю дерев'яних. |
| Лід (скло)                                    | Розбивається після першого влучання синім птахом. |
| Камінь                                        | Ламається після першого влучання чорним птахом. |
| Золоті блоки                                  | З'являються тільки в епізоді Angry Birds Seasons «Year of the Dragon». Легко пробиваються будь-якими птахами.                                             |
| Сніг/Хмара/Пісок                              | Легко розбиваються будь-якими птахами. Ці блоки можуть висіти в повітрі, тобто якщо на таких блоках стоїть конструкція свиней, вона не падає.             |
| Металічна конструкція (назва точно не відома) | Присутні в Angry Birds Rio і Angry Birds Space. Розбиваються будь-якими птахами.                                                                          |

## Ігри серії Angry Birds

### Angry Birds
Класична, оригінальна версія гри.
| ОС                  | Версія  | Poached Eggs | Mighty Hoax | Danger Above | The Big Setup | Ham 'Em High | Mine and Dine | Birdday Party | Surf and Turf | Bad Piggies | Red's Mighty Feathers | Short Fuse | Chrome Dimension |
| ------------------- | ------- | ------------ | ----------- | ------------ | ------------- | ------------ | ------------- | ------------- | ------------- | ----------- | --------------------- | ---------- | ---------------- |
| iOS                 | 4.0.0   | Так          | Так         | Так          | Так           | Так          | Так           | Так           | Так           | Так         | Так                   | Так        | Ні               |
| Android             | 4.0.0   | Так          | Так         | Так          | Так           | Так          | Так           | Так           | Так           | Так         | Так                   | Так        | Ні               |
| Symbian ³           | 2.0.2   | Так          | Так         | Так          | Так           | Так          | Так           | Так           | Ні            | Ні          | Ні                    | Ні         | Ні               |
| Windows Phone 7     | 4.0.0   | Так          | Так         | Так          | Так           | Так          | Так           | Так           | Так           | Так         | Так                   | Так        | Ні               |
| Maemo 5             | 1.4.2   | Так          | Так         | Так          | Так           | Ні           | Ні            | Ні            | Ні            | Ні          | Ні                    | Ні         | Ні               |
| MeeGo 1.2 Harmattan | 1.6.4   | Так          | Так         | Так          | Так           | Так          | Так           | Ні            | Ні            | Ні          | Ні                    | Ні         | Ні               |
| HP WebOS            | 1.5.3   | Так          | Так         | Так          | Так           | Так          | Ні            | Ні            | Ні            | Ні          | Ні                    | Ні         | Ні               |
| MS Windows          | 3.3.3   | Так          | Так         | Так          | Так           | Так          | Так           | Так           | Так           | Так         | Так                   | Ні         | Ні               |
| macOS               | 4.0.0   | Так          | Так         | Так          | Так           | Так          | Так           | Так           | Так           | Так         | Так                   | Так        | Ні               |
| Sony PS3/PSP        | 1.5.0   | Так          | Так         | Так          | Так           | Ні           | Ні            | Ні            | Ні            | Ні          | Ні                    | Ні         | Ні               |
| Google Chrome       | 2.3.3.2 | Так          | Так         | Так          | Так           | Так          | Ні            | Ні            | Ні            | Ні          | Ні                    | Ні         | Так              |
| Fuji TV             | 1.0.2.  | Так          | Ні          | Ні           | Ні            | Ні           | Ні            | Ні            | Ні            | Ні          | Ні                    | Ні         | Ні               |
| Blackberry Playbook | 2.3.0   | Так          | Так         | Так          | Так           | Так          | Так           | Так           | Так           | Так         | Так                   | Ні         | Ні               |

### Angry Birds Seasons
Версія, присвячена святам з відповідно оформленими рівнями. Розділена на Сезони, частина з яких із часом через велику кількість стала доступна для окремого завантаження.
2010: Різдво (Season's Greedings), Хеллоуїн (Trick or Treat).
2011: День Святого Валентина (Hogs and Kisses), День Святого Патрика (Go Green, Get Lucky), Пасха (Easter Eggs), Пікнік (Summer Pignic), Свято середини осені (Moon Festival), Хеллоуїн (Ham'o'ween), Різдво (Wreck the Halls).
2012: Китайський новий рік (Year of the Dragon) і Свято розквіту сакури (Cherry Blossom), Атлантида (Piglantis), День знань (Back to School), Хеллоуїн (Haunted Hogs), Різдво (Winter Wonderham).
2013: Abra-Ca Bacon, Різдво (Arctic Eggspedition)
2014: South Hamerica, Сезон NBA (Ham Dunk), Різдво (On Finn Ice)
2015: Ham Dunk: All Star, Tropical Paradise, Ham Dunk: The Finals
Крім того в 2015 році були введені завантажувані рівні The Pig Days, присвячені невеликим святам, як День програміста.
| ОС              | Версія  | Trick or Treat | Season's Greedings | Hogs and Kisses | Go Green, Get Lucky | Easter Eggs | Summer Pignic | Moon Festival | Ham'o'ween | Wreck the Halls | Year of the Dragon | Cherry Blossom | Piglantis |
| --------------- | ------- | -------------- | ------------------ | --------------- | ------------------- | ----------- | ------------- | ------------- | ---------- | --------------- | ------------------ | -------------- | --------- |
| iOS             | 2.4.1   | Так            | Так                | Так             | Так                 | Так         | Так           | Так           | Так        | Так             | Так                | Так            | Так       |
| iOS (HD-версія) | 2.4.1   | Так            | Так                | Так             | Так                 | Так         | Так           | Так           | Так        | Так             | Так                | Так            | Так       |
| Android         | 2.4.1   | Так            | Так                | Так             | Так                 | Так         | Так           | Так           | Так        | Так             | Так                | Так            | Так       |
| Symbian³        | 2.3.0   | Так            | Так                | Так             | Так                 | Так         | Так           | Так           | Так        | Так             | Так                | Так            | Ні        |
| HP WebOS        | 1.4.0   | Так            | Так                | Так             | Так                 | Так         | Ні            | Ні            | Ні         | Ні              | Ні                 | Ні             | Ні        |
| MS Windows      | 2.4.1   | Так            | Так                | Так             | Так                 | Так         | Так           | Так           | Так        | Так             | Так                | Так            | Так       |
| Mac OS X        | 2.4.1   | Так            | Так                | Так             | Так                 | Так         | Так           | Так           | Так        | Так             | Так                | Так            | Так       |
| Google Chrome   | 2.0.0   | Ні             | Так                | Ні              | Ні                  | Так         | Так           | Ні            | Ні         | Ні              | Ні                 | Так            | Ні        |
| BlackBerry OS   | 2.4.0   | Так            | Так                | Так             | Так                 | Так         | Так           | Так           | Так        | Ні              | Ні                 | Ні             | Так       |
| Fuji TV         | 1.0.2.0 | Ні             | Ні                 | Ні              | Ні                  | Ні          | Ні            | Ні            | Ні         | Ні              | Ні                 | Так            | Ні        |

### Angry Birds Rio
За мотивами однойменного мультфільму, компанії 20th Century Fox. У грі присутні боси і з'являються нові птахи — Голубчик і Перлинка.
| ОС                  | Версія | Smugglers' Den | Jungle Escape | Beach Volley | Carnival Upheaval | Airfield Chase | Smugglers' Plane | Trophy Room |
| ------------------- | ------ | -------------- | ------------- | ------------ | ----------------- | -------------- | ---------------- | ----------- |
| iOS                 | 1.4.3  | Так            | Так           | Так          | Так               | Так            | Так              | Так         |
| Android             | 1.4.4  | Так            | Так           | Так          | Так               | Так            | Так              | Так         |
| Symbian ³           | 1.4.2  | Так            | Так           | Так          | Так               | Так            | Так              | Ні          |
| HP WebOS            | 1.3.2  | Так            | Так           | Так          | Так               | Так            | Ні               | Ні          |
| MS Windows          | 1.4.4  | Так            | Так           | Так          | Так               | Так            | Так              | Так         |
| Mac OS X            | 1.4.4  | Так            | Так           | Так          | Так               | Так            | Так              | Так         |
| BlackBerry Playbook | 1.4.4  | Так            | Так           | Так          | Так               | Так            | Так              | Так         |
| Google Chrome       | 1.5.0  | Ні             | Ні            | Ні           | Ні                | Ні             | Ні               | Ні          |

### Angry Birds Space

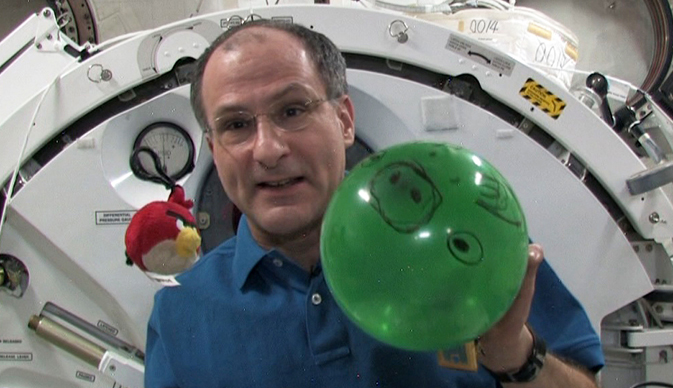
Дон Петтіт демонструє мікрогравітацію за допомогою персонажа гри Angry Birds

У лютому 2012 року компанія Rovio оголосила про випуск Angry Birds Space — нової гри в серії спеціальних ігор Angry Birds. Тематика гри пов'язана з космосом; зокрема, у конструкціях присутні планети, гравітаційне тяжіння кожній з яких по-своєму впливає на траєкторію птахів після запуску. До запуску гри Rovio відправляло різні відео-анонси нової версії Angry Birds Space.
8 березня 2012 гра Angry Birds Space була представлена астронавтом NASA Доном Петтітом на борту Міжнародної космічної станції для демонстрації мікрогравітації. 22 березня гра вийшла на Android, iOS, Mac OS X, PC. 24 квітня гра з'явилася на планшетах BlackBerry Playbook. Менш ніж за три дні вона встигла набрати десять мільйонів завантажень. Коли пройшов рівно 1 тиждень після старту Angry Birds Space, виявилося, що гру завантажили понад 20 мільйонів разів.
Всі птахи в грі змінилися в зовнішності і в здібностях, з'явилася нова Крижана Птаха, але немає Білої та Зеленої Птахів. Також в грі присутній Могутній Космічний Орел, відмінності якого від звичайного Могутнього Орла в образі, в тому, що Могутній Космічний Орел купується не один раз, а як в грі Angry Birds Facebook, наприклад, 280 Космо-Орлів коштують 8 доларів і в тому, що дією Космічного Орла є Вибухова Бомба, тільки більш посилена. У грі вийшло 4 епізоду гри: «Pig Bang», «Cold Cuts», «Danger Zone», «Eggsteroids».
Золоті Яйця в грі представлені в епізоді «Eggsteroids», вони зроблені під стиль ретро ігор 80-х. В сюжетних епізодах (Danger Zone не є сюжетним епізодом, а лише доповненням) є боси. В сюжетних епізодах (Danger Zone не є сюжетним епізодом, а лише доповненням) є боси. Також вийшло оновлення, яке включає в себе Fry Me To The Moon. Рівнів всього лише 10, на 10-му рівні є пародія на Space Needle, оскільки за день до виходу AB Space на цю вежу прикріпили рогатку з червоним птахом. Рогатка була натягнута, і якщо її відпустити, то Червона Птаха може полетіти, за словами її розробників, «в космос».
| ОС                  | Версія | Pig Bang | Cold Cuts | Fry Me To The Moon | Utopia | Red Planet | Pig Dipper | Cosmic Crystals | Danger Zone | Eggsteroids |
| ------------------- | ------ | -------- | --------- | ------------------ | ------ | ---------- | ---------- | --------------- | ----------- | ----------- |
| Windows Phone       | 1.6.0  | Так      | Так       | Так                | Так    | Так        | Так        | Так             | Так         | Так         |
| iOS                 | 1.6.5  | Так      | Так       | Так                | Так    | Так        | Так        | Так             | Так         | Так         |
| Android             | 1.6.5  | Так      | Так       | Так                | Так    | Так        | Так        | Так             | Так         | Так         |
| MS Windows          | 1.6.0  | Так      | Так       | Так                | Так    | Так        | Так        | Так             | Так         | Так         |
| Mac OS X            | 1.6.0  | Так      | Так       | Так                | Так    | Так        | Так        | Так             | Так         | Так         |
| BlackBerry Playbook | 1.2.2  | Так      | Так       | Так                | Так    | Ні         | Ні         | Ні              | Ні          | Так         |

### Angry Birds Star Wars
Присвячена циклу фільмів «Зоряні війни». Вийшла 8 листопада 2012 на iOS, Android, PC, Mac, Windows 8, Windows Phone 7.5 і 8. Ігровий процес поєднує особливості як «наземних», так і «космічної» версії. Сама гра присвячена всім циклам кінотрилогії. Герої гри перевтілились у героїв фільму «Зоряні війни». Багато героїв отримали нові можливості.
У грі 6 основних епізодів і 3 другорядних: Tatooine (Татуїн), Death Star (Зірка смерті), Hoth (Хот), Cloud City (Місто Хмар), Moon of Endor (Місяць Ендора), Death Star 2 (Зірка смерті 2), Boba Fett Missions (Місії Боба Фетта), Path of the Jedi (Шлях Джедая), Bonus (Бонус).

### Angry Birds Star Wars 2
Випущена 18 вересня 2013 року для iOS, Android, Windows Phone 8 і згодом ПК, ця гра присвячена решті фільмів трилогії. Основні аспекти гри повністю повторюють оригінальну. Нововведенням стала можливість гри за свиней.

### Angry Birds Magic
Angry Birds Magic включена в набір програм, що поставляються з новими телефонами Nokia C7, Symbian Anna і MeeGo 1.2 Harmattan. Спеціальна версія Angry Birds для пристроїв на Symbian^³ з NFC. Щоб відкрити нові рівні гравцям потрібно знайти пристрій з NFC і з'єднається з ним. Головною особливістю нової версії Сердитих Пташок є задіяння чипа NFC — технологія, що дозволяє безконтактним способом передавати дані на ближню відстань — деякий аналог Blueyooth, яким оснащено смартфон Nokia C7-00. Так, спочатку гравцеві доступні 5 рівнів. Щоб відкрити наступні 5 (з 6 по 10) — знадобиться знайти другу людину з Nokia C7 чи з іншим смартфоном у якому використовується технологія NFC, щоб відкрити наступну п'ятірку рівнів — ще одного власника смартфона і так далі. Всього у грі 20 рівнів.
Rovio вирішили піти далі і додати функцію Magic Places! Тобто, деякі рівні або функції гри будуть відкриватися тільки якщо гравець перебуває в певних місцях. Ця функція, використовує навігацію через GPS.

### Angry Birds Go!
Розроблена Exient Entertainment і видана Rovio Entertainment 11 грудня 2013 року, ця гра є тривимірними гонками між птахами і свинями на саморобних автомобілях.

### Angry Birds Epic
Angry Birds Epic є рольовою грою, де пошуки Сердитими птахами викрадених яєць реалізовані у вигляді фентезійної пригоди. Гра вийшла в Новій Зеландії, Австралії і Канаді 17 березня 2014 року. У решті країн стала доступна для платформ iOS, Android і Windows Phone 8 з 12 червня 2014. Гра вимагає постійного підключення до Інтернету. Час від часу в ній відбуваються подій, як нашестя свиней-піратів чи ніндзя.

### Angry Birds Transformers
Випущена для iOS 25 вересня 2014 та для Android 30 жовтня, ця гра створена за мотивами всесвіту «Трансформерів». Гра є тривимірним ранером від третьої особи, де слід по дорозі знищувати цілі зі свиньми. Всі персонажі виконані як Трансформери, птахи відповідно як Автоботи, а свині як Десептикони.

### Angry Birds Fight!
Розроблена японською компанією Kiteretsu та видана Rovio 10 червня 2015, ця гра є головоломкою жанру «три в ряд».

### ДляWebGL
- Angry Birds Chrome — класична, оригінальна версія гри, в неї на даний момент входить 6 епізодів: «Poached Eggs», «Mighty Hoax», «Danger Above», «Seasons Greedings», «Cherry Blossom» і «Easter Eggs» + додаткові 14 рівнів (Dimension Levels). Версія гри брендована для браузера Google Chrome, але працює і в інших сучасних браузерах. Логотипи Chrome служать для відкриття Dimension Levels. 4 квітня з'явилося останнє оновлення. У ньому можна придбати Могутнього Орла для всіх епізодів Chrome і використовувати його безкоштовно для 1 локації 1 епізоду.
- Angry Birds Facebook — Офіційна гра злих пташок в соціальній мережі Facebook. Є спеціальні рівні Surf and Turf (недавно 1 локація з'явилася для iOS в Оригінальною версії гри) і перші 2 епізоду стандартної гри. На початку квітня додали 10 Великодніх Яєць, що є еквівалентом Золотих Яєць. Також є спеціальні бонуси ігри Power Up, такі як Збільшення птиці, рогатка, яка запускає птахів далі, приціл і землетрус.
- Angry Birds Volcano — реклама цукерок «Tyrkisk Peber Volcano», в неї входять 6 рівнів. Спочатку відкрито 3 рівня, а щоб відкрити інші 3, треба ввести коди знайдені на упаковках цукерок і на відео в YouTube.
- Angry Birds Pistachios — реклама фісташок. Міні-гра складається з 5 рівнів. Спочатку відкрито 2 рівня, а щоб відкрити інші 3, треба ввести коди.
- Angry Birds Note — спеціальні рівні, реклама Samsung Galaxy Note. Також є рівень у версії Angry Birds Chrome (Seasons Greetings-5). На сайті Angry Birds Note є як рівні Angry Birds, так і спеціальна міні-гра (головоломка)
- Angry Birds Vuela Tazos[2] — Цього разу гра зроблена повністю на Flash, на відміну від браузерних версій Volcano і Golden Pistachios, які використовували HTML5 в поєднанні з Flash.
- Angry Birds Fujitv[3] — гра, в яку входять епізоди «Sakura Ninja» (нові рівні з епізоду «Cherry Blossom») і «Poached Eggs». Там можна використовувати Могутнього Орла безкоштовно. За зовнішнім виглядом гра є клоном Angry Birds Chrome.

## Парки, атракціони

### Angry Birds Land

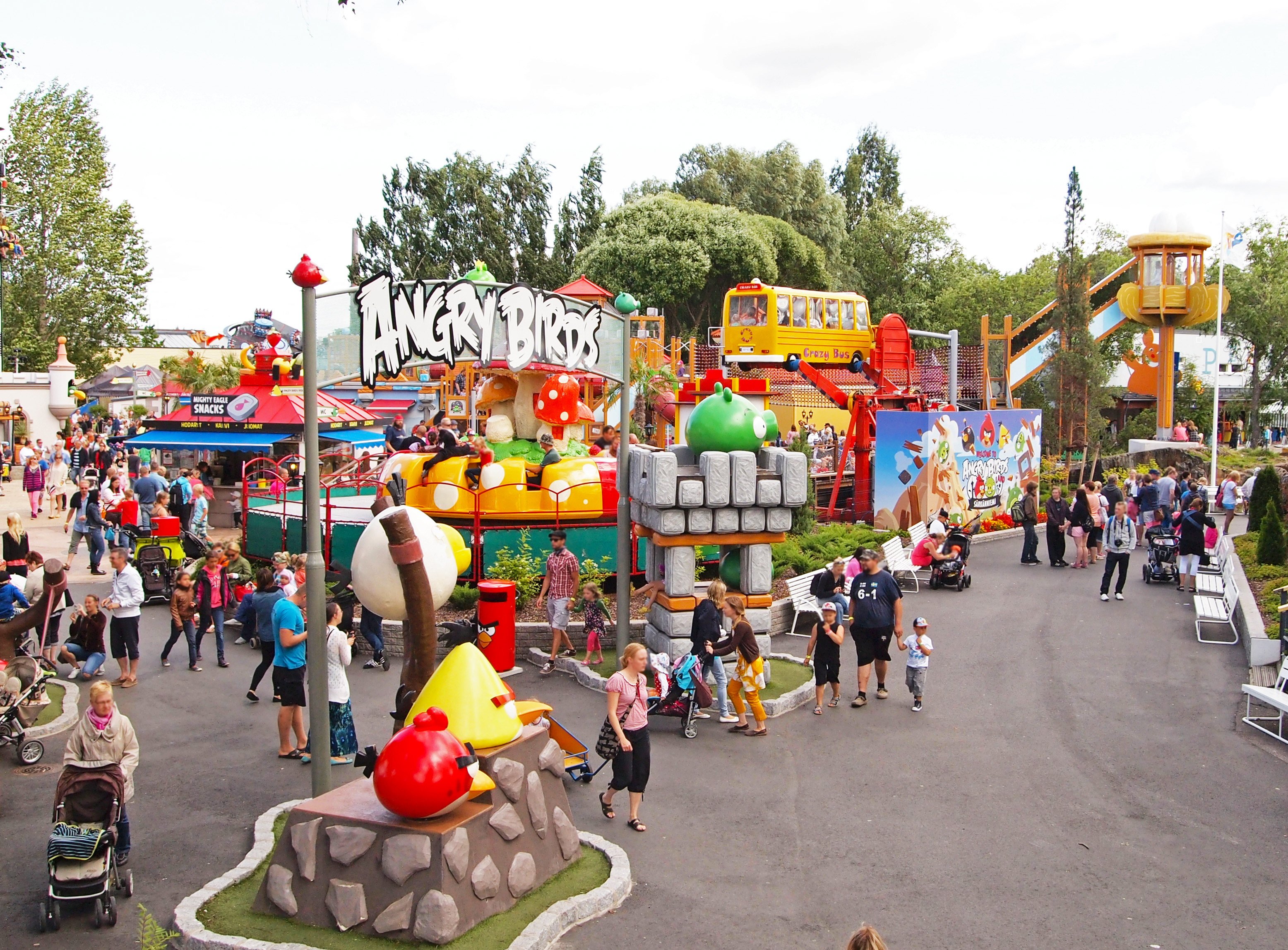
Парк розваг у Сяркянніємі, Фінляндія

Персонажі гри використовуються в атракціонах у парках розваг. У вересні 2011 року в парку «Window of the World» в Чанші, Китай, відкрився неліцензійний атракціон Angry Birds. Відвідувачі парку повинні з великої рогатки запускати опудала птахів в зелені повітряні кулі, які представляють свиней.
Дізнавшись про цей атракціон, Rovio Entertainment повідомили, що розглядають можливість співпраці з парком для видачі офіційної ліцензії. У березні 2012 року Rovio оголосила про плани офіційного відкриття Angry Birds Land, який мав відкритися 28 квітня 2012 року в парку пригод Сяркяннієми в Фінляндії. Angry Birds Land відкрився в травні 2014 року в центрі міста Джохор-Бару в Малайзії.
Перший тематичний парк Angry Birds у Британії відкрито в Sundown Adventureland.

## Побічні ігри

### Bad Piggies
Спін-офф, присвячений свиням, випущений 27 вересня 2012 року. Гравець повинен будувати різноманітні засоби пересування, щоб зібрати яйця та корисні предмети.

### Angry Birds Stella
Головоломка, що вийшла 4 вересня 2014 року для iOS і Android, а згодом на Windows Phone. Гра цілком присвячена рожевій пташці Стеллі і її друзям.

## Цікаві факти

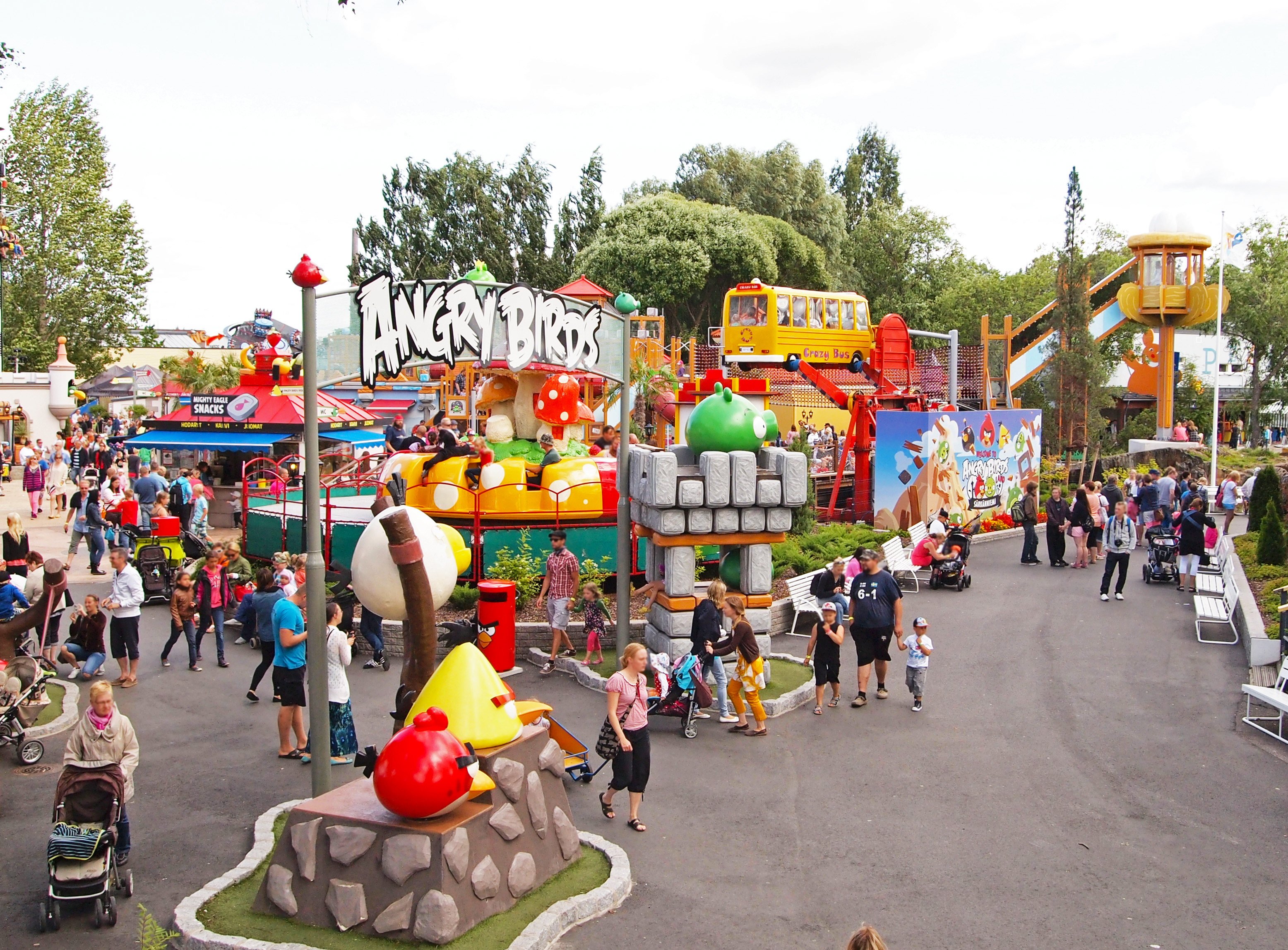
«Angry Birds Land» у парку розваг Сяркянніємі в Тампере, Фінляндія

- У Angry Birds Rio персонаж Голубчик присутній в епізодах Airfield Chase і Smugglers Plane. У мультфільмі в цей час він був у клітці і звільнився в літаку. А в епізоді Carnival Upheaval на тлі серед глядачів можна знайти свиню.
- Птах Angry Birds став офіційним талісманом Чемпіонату світу з хокею з шайбою 2012.
- На листопад 2011 року всі гравці в сумі пройшли 266 000 000 000 рівнів, здійснили пострілів більше, ніж 400 мільярдами птахів і зібрали 44000000000 зірочок. Фанати проводять за грою в сумі понад 300 000 000 хвилин в день.
- Один з епізодів гри Angry Birds Seasons називається «Easter Eggs», (укр. Великодні Яйця), що в іграх означає секрети (приховані локації, предмети і т. д.), тому в цьому епізоді заховано найбільше золотих яєць, ніж в інших епізодах — цілих 11, але на PC і Mac — 10, через відсутність Twitter- і facebook-рівнів на Mac і PC.
- 7 листопада 2011 відбувся реліз альбому «Video Game Heroes», який був записаний Лондонським філармонічним оркестром і який включав в себе виконання цим оркестром музичних тем з культових відеоігор. Четвертим треком на цьому альбомі була головна тема з «Angry Birds»[7]. Живе виконання відбувалося і під час концерту «Video Game Heroes» і було зустрінуте захопленою реакцією публіки, особливо, дитячою аудиторією[8].

## Українізація
Гра неофіційно перекладена українською мовою командою перекладачів Ua Localize Team.

## Вплив
Зважаючи на величезну кількість шанувальників гри, виникли клони Angry Birds, косплей та велика кількість фанарту. Окрім того вийшла велика кількість супутньої продукції з персонажами гри та офіційні мультфільми у формі коротких епізодів про пригоди Сердитих птахів і свиней.
Як повідомив в інтерв'ю порталу Eurogamer Вілле Хейарі, віце-президент компанії Rovio, по грі планується зняти кілька кінокартин. До цього компанія планує спочатку випустити мультсеріал, для якого придбано студію Kombo.

### Екранізація
За мотивами гри було створено комп'ютерний анімаційний фільм «Angry Birds у кіно», що вийшов на екрани в травня 2016 року. Режисерами картини стали Фергал Рейлі і Клей Кейтіс, котрі раніше вже мали досвід у роботі з мультфільмами. Так, Рейлі працював над мультфільмом «Мінлива хмарність, часом фрикадельки», а також брав участь у створенні розкадровувань для «Готелю Трансільванія» (В українському прокаті «Монстри на канікулах»). Кейтіс, у свою чергу, був аніматором мультиплікаційних фільмів «Вольт» і «Ральф», які знімала студія Disney.